# Michael Landon

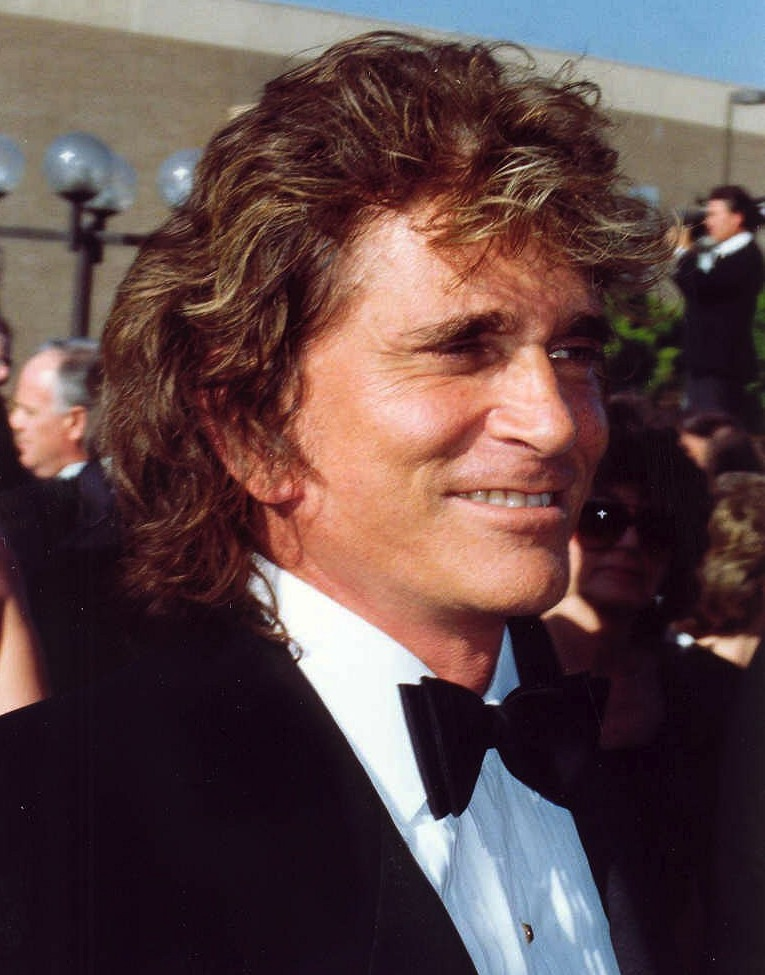
Michael Landon în 1990

Michael Landon (născut Eugene Maurice Orowitz la 31 octombrie 1936 – d. 1 iulie 1991) a fost un actor evreu-american de film și TV.